# 埃米特鎮區 (內布拉斯加州霍爾特縣)
埃米特鎮區（英語：Emmet Township）是位於美國內布拉斯加州霍爾特縣的一個行政鎮區。

## 地方資料
埃米特鎮區的面積為184.40平方千米，當中陸地面積為184.26平方千米，而水域面積為0.14平方千米。根據2020年美國人口普查的數據，當地共有人口138人，而人口密度為每平方千米0.75人。